# DM i landevejscykling 1997
Danmarksmesterskaberne i landevejscykling 1997 blev afholdt 29. juni 1997 i Køge på Sjælland (eliteherrer).
| Event           | Guld                  | Sølv                 | Bronze                |
| --------------- | --------------------- | -------------------- | --------------------- |
| Herrer - Elite  |                       |                      |                       |
| Enkeltstart     | Michael Sandstød      | Bjarne Riis          | Peter Meinert         |
| Linjeløb        | Nicolaj Bo Larsen     | Lars Michaelsen      | Rolf Sørensen         |
| Herrer - U23    |                       |                      |                       |
| Linjeløb        | Michael Steen Nielsen | René Jørgensen       | Dani Petersen         |
| Herrer - Junior |                       |                      |                       |
| Enkeltstart     | Thue Houlberg Hansen  | Lasse Siggaard       | Lars Bak              |
| Linjeløb        | Anders Kristensen     | Thue Houlberg Hansen | Jacob Ingemann Hansen |
| Damer - Elite   |                       |                      |                       |
| Enkeltstart     | Helle Sørensen        | Helle Jensen         | Melina Rasmussen      |
| Linjeløb        | Rikke Sandhøj         | Lisbeth Simper       | Helle Sørensen        |